# Jerihonska ruža (Magnoliopsida)
Jerihonska ruža (ruža od jerihona, lat. Anastatica hierochuntica) je biljka podrijetlom iz pustinjskih područja Izraela, Jordana, Sinajskog poluotoka i dijelova sjeverne Afrike. U pustinji vjetrovi često istrgnu isušenu jerihonsku ružu, koja ima slabo korijenje iz sidrišta, i kotrljaju je kilometrima.

## „Oživljavanje“
Ako se stavi u vodu, uvijeno lišće i grančice u roku od jednog do dva dana se oboje u tamno maslinastu boju. Toplom vodom taj se postupak može skratiti na nekoliko sati. U tom stanju u posudi s vodom može opstati i do tjedan dana. Duže vrijeme u vodi bi joj štetilo jer bi počeo proces stvaranja plijesni, pa su ubrzo mora ponovo osušiti na suncu te tako ostaviti osušenu najmanje dva tjedna.

## Vanjske poveznice
- Fotografije Ruže Jerihona  Arhivirana inačica izvorne stranice od 14. kolovoza 2009. (Wayback Machine)